# Cinema Komunisto
„Cinema Komunisto“ је српски документарни филм из 2010. године редитељке Миле Турајлић који приказује успон и пад СФРЈ кроз историју „Авала филма“, филмског града у београдском Кошутњаку. Филм је у Србији премијерно приказан у оквиру Фестивала документарног филма „Седам величанствених“, 29. јануара 2011, а светску премијеру је имао на Фестивалу документарног филма IDFA у Амстердаму у новембру 2010. године.
Филмска прича је испричана кроз разговоре са глумцем Батом Живојиновићем, директором „Авала филма“ Гилетом Ђурићем, сценографом Вељком Деспотовићем, продуцентом Стевом Петровићем, редитељем Вељком Булајићем и Титовим личним кино-оператером Александром Леком Константиновићем, као и уз инсерте из 300 филмова снимљених у некадашњој СФРЈ. Као саговорници, у филму се појављују и Властимир Гаврик, Дан Тана и Ранко Петрић.
Филм је добио награду за најбољи документарни филм на тршћанском филмском фестивалу 2011.